# A/2
A/2 è il secondo album in studio del gruppo musicale statunitense Arcade, pubblicato nel 1994 dalla Epic Records.

## Tracce
1. Angry – 4:44
2. The Move – 4:30
3. So What – 4:35
4. Get off My Back – 2:27
5. When I'm Gone – 5:37
6. Welcome – 3:26
7. Kidnapped – 4:57
8. Chain to Me – 4:12
9. Room with a View – 5:14
10. Your Only Age – 2:37
11. Hot Racin – 3:36

Traccia bonus dell'edizione giapponese
1. Polaroids – 2:50

## Formazione
- Stephen Pearcy – voce
- Frankie Wilsex – chitarra
- Fred Coury – batteria, cori